# بولکیز

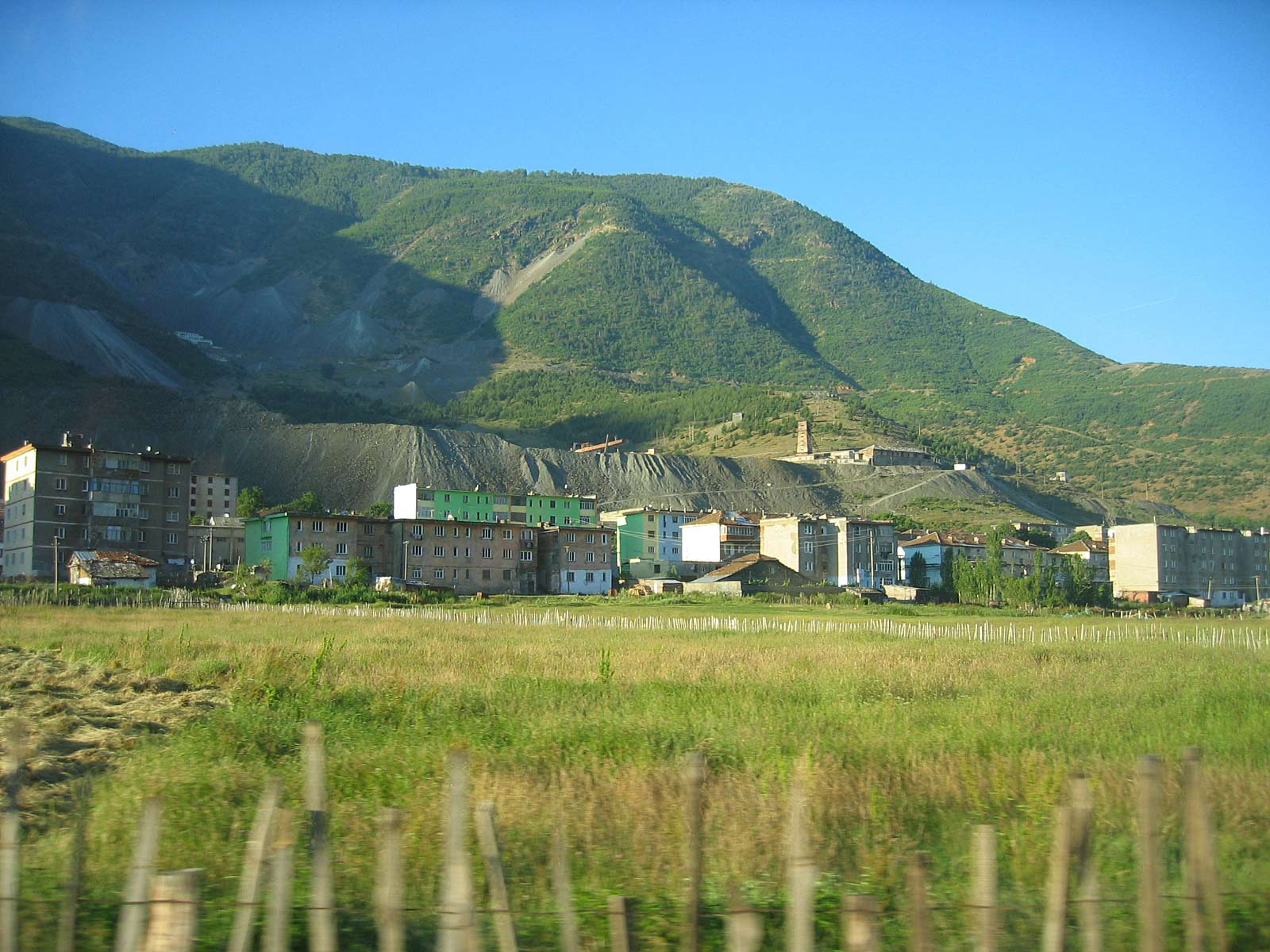
نمایی از شهر بولکیز در شهرستان دیبر، آلبانی - ۲۰۰۵

بولکیز (به لاتین: Bulqizë) یک شهر در آلبانی است که در شهرستان دیبر واقع شده‌است.
در جریان اصلاحات دولت محلی در سال ۲۰۱۵ با ادغام شهرداری سابق بولکیز با شهرداریهای مجاور Fushë-Bulqizë، Gjoricë، Martanesh , Ostren , Shupenzë، Trebisht و Zerqan شکل گرفت.
کل جمعیت ۳۱٬۲۱۰ نفر (سرشماری سال ۲۰۱۱)، دارای 678.73 km2 مساحت است. جمعیت شهرداری سابق در سرشماری سال ۲۰۱۱ ۸ هزار و ۱۷۷ نفر بود.
بولکیز در شمال شرقی شرق آلبانی قرار دارد و با مقدونیه مرز مشترک دارد. شهرداری‌های ماتی و تیرانا در غرب واقع شده‌اند در حالی که در جنوب آن شهرداری لیبرازد قرار دارد. مرکز اداری شهر بولکیز ۱۶۷۶۸ نفر جمعیت دارد. این منطقه دارای ۱ شهرداری و ۷ کمون است. در هر دو بولکیز و کراستا منابع قابل توجهی کروم وجود دارد که اکثر اقتصاد منطقه را پشتیبانی می‌کند. با وجود منابع غنی، کیفیت زندگی بسیار پایین است و بسیاری در فقر زندگی می‌کنند. توسعه اقتصادی آینده در حال حاضر متمرکز بر گردشگری اکو است.